# デヴィッド・アレン
デヴィッド・アレン（Daevid Allen、1938年1月13日 - 2015年3月13日）は、時としてディヴァイデッド・エイリアン（Divided Alien）と呼ばれた、オーストラリアの詩人、ギタリスト、歌手、作曲家、パフォーマンス・アーティスト。サイケデリック・ロック・グループのソフト・マシーン（1966年、イギリス）と、ゴング（1967年、フランス）の創設メンバーのひとり。

## 略歴

### 活動初期
1960年、メルボルンの書店で働いていたときに発見したビート・ジェネレーションの作家に触発され、アレンはパリへと旅行し、ビートホテルにて、アレン・ギンズバーグとピーター・オーロフスキーが引き払ったばかりの部屋に滞在した。ル・シャ・キ・ペッシュやカルチエ・ラタンの周辺でインターナショナル・ヘラルド・トリビューン紙を販売する仕事の合間に、テリー・ライリーと出会い、その地域のジャズ・クラブに無料でアクセスできるようになった。
1961年、アレンはイングランドへ旅し、ドーバー近くのリッデンに部屋を借りた。そこですぐにミュージシャンとしての仕事を探し始めた。最初に、ドーバーを拠点に活動していたグループ、ローリング・ストーンズ（同名である後の有名バンドとは関係ない）に参加を請うギター・プレーヤー募集の新聞広告に返信した。彼らは歌手でギタリストのニール・ランドンを失ったところだったが、アレンは参加に至らなかった。ウィリアム・S・バロウズと出会い、サン・ラの哲学に触発された後、彼はフリー・ジャズを発信するデヴィッド・アレン・トリオ（Daevid Allen Trio。「David」の綴りを、気取った表現として採用された「Daevid」とした）を結成。これには家主の息子で16歳だったロバート・ワイアットが参加した。彼らは、小説『爆発した切符』に基づいたバロウズの劇場作品で演奏を行った。1966年、ケヴィン・エアーズとマイク・ラトリッジを加え、彼らはバンド、ソフト・マシーンを結成した。その名前はバロウズの小説『ソフト・マシーン』に由来している。エアーズとワイアットは以前から共にワイルド・フラワーズで演奏していた。
1967年8月のヨーロッパ・ツアーの後、アレンはそれ以前の訪問によってビザを超過したため、イギリスへの再入国を拒否された。彼はパリに戻り、パートナーのジリ・スマイスと一緒にゴングを結成した。彼らはまた同時に、バナナムーン・バンドを結成した。この2つのプロジェクトは、2人が1968年のパリ抗議行動に参加し、テディベアを警察に配ったり、ピジン・フランス語で詩を暗唱するなどしていたため、短縮されることとなった。アレンは、ビートニクであるとして他の抗議者たちに軽蔑されたことを認めている。彼らは警察から逃げ出し、1966年にしばらく住んでいたマヨルカ島のデイアへと向かい、ロバート・ワイアット家の友人である詩人ロバート・グレーヴスと出会った。
1969年8月にパリに戻った彼らは、BYGアクチュエル・レーベルからアルバムを作る機会を提供され、1970年3月にリリースされた新たなゴングを結成し、アルバム『マジック・ブラザー』をレコーディングした。

### 1970年代
1971年、アレンはBYGアクチュエルのために彼の最初のソロ・アルバムである『バナナ・ムーン』（Banana Moon。「Bananamoon」と綴られることもある）を録音してリリースした。彼が1968年に結成したオリジナルであるバナナムーン・バンドのリズム・セクションは参加していなかったが、ロバート・ワイアット、ジリ・スマイス、ゲイリー・ライト、ピップ・パイル、マギー・ベルなどが参加した。ピップ・パイル（ドラム）を伴うゴングのラインナップは、デヴィッド・アレン（ギター、ボーカル）、ジリ・スマイス（ボーカル）、クリスチャン・トリッシュ（ベース）、ディディエ・マレルブ（ウッドウィンド）が加わって安定した。このグループは、映画『コンチネンタル・サーカス』のサウンドトラック、詩人ダシェル・エダヤのアルバム『オブソリート』、ゴング名義のセカンド・スタジオ・アルバム『カマンベール・エレクトリック』で演奏した。
10月、アレン、スミスと、その他のゴング・メンバーは、パリ南東120kmのヴォワジンやサンスの近くにあるパヴィリオン・ドゥ・ヘイと呼ばれる放棄された12部屋の狩猟小屋に引っ越した。彼らは1974年初頭までそこに拠点を置いていたとされる。1972年後半、彼らに電子音楽家のティム・ブレイクが加わった。その後、スティーヴ・ヒレッジとピエール・ムーランも参加して、『フライング・ティーポット』『エンジェルス・エッグ』『ユー』からなる「ラジオ・グノーム・インヴィジブル三部作」を録音した。リチャード・ブランソンのマナー・スタジオでの『フライング・ティーポット』のレコーディング中にBYGレコードが破産したため、バンドは1973年にヴァージン・レコードと契約した。ゴングが、マイク・オールドフィールドの『チューブラー・ベルズ』に続く2番目のヴァージンからのリリースとなった。アレンの著書『Gong Dreaming 2』によると、フライング・ティーポットのアイデアはラッセルのティーポットに影響を受けている。

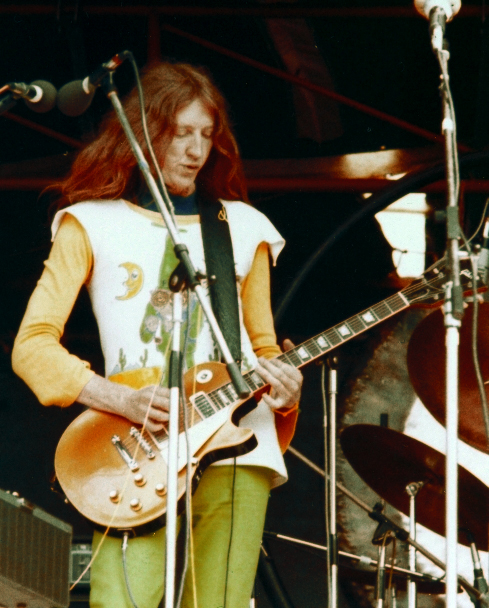
1974年、ロンドンのハイド・パークで演奏するアレン

アレンは1975年4月にゴングを脱退し、さらに3枚のソロ・アルバム、『グッド・モーニング』（1976年）、『ハピエスト・タイム』（1977年）、『ニグジストゥ・パ!』（1979年）をレコーディングした。この数年間、彼はデイアのヒッピー集団に暮らし、カン・アム・デス・ピュイクというバンドのアルバムである『ザ・ブック・オヴ・AM』の制作に貢献し、4トラックのTEACオープンリール式テープレコーダーを貸与した。
1977年5月下旬、アレンはプラネット・ゴングとして演奏および録音を行い、その後、フランス・パリのヒッポドロームにおける1回限りの公演のために、「ラジオ・グノーム・インヴィジブル三部作」をこのグループによるバージョンに改変した。最初のゴングの再結成公演では、マイク・ハウレットのバンド、ストロンチウム90の構成員として最初のライブ出演となったスティング、スチュワート・コープランド、アンディ・サマーズをフィーチャーした。それはサマーズがコープランドとスティングの両名によるポリスに加わる前のことであった。ゴングによるコンサートの編集バージョンは、1977年後半に2枚組ライブ・アルバム『ゴングよ 永遠なれ』としてリリースされた。
1978年、アレンは旧知の音楽プロデューサーであるジョルジオ・ゴメルスキーの招待でニューヨークに渡り、パンクの影響を受けたニューヨーク・ゴングを形成するために初期のマテリアルとチームを組んだ。彼らは1979年の春にアメリカをツアーし、クラシックな「ラジオ・グノーム・インヴィジブル三部作」を演奏し、後にスタジオ・アルバム『アバウト・タイム』をレコーディングした。

### 1980年代-1990年代
1981年にアレンはオーストラリアに戻り、バイロン・ベイに住み、そこでパフォーマンス作品や詩に取り組んだ。また、テープループやドラムマシンを使用して、パフォーマンス・アーティストのデヴィッド・トーリーと「EX-」（オランダのパンク・バンド「The Ex」とは別）として演奏を行った。
1989年に彼は新しいゴングの派生バンド、ゴングメゾンを結成し、ツアーを行い、セルフタイトルのアルバムをレコーディングした。その名をゴングに戻し、1992年にはアルバム『Shapeshifter』をリリースしている。これは、ゴングの古典的な神話であるゼロ・ザ・ヒーローを引き継いだものである。
2回目となるゴングの再結成イベントが1994年にロンドンで開催され、その後も「クラシック」ラインナップは1996年から2001年にかけてツアーを行い、2000年に新しいスタジオ・アルバム『Zero to Infinity』をリリースした。
1996年、彼はバイロン・ベイのサイケデリック/スペース・ロック・バンド「Freaks of Nature」のアルバム『Escape From Awkward Caucasia』の収録曲「Chant of the Twisted Mystics」にゲスト参加した。
1998年、アレンは、サンフランシスコを拠点とするサイケデリック・ロック・バンド、ユニヴァーシティ・オブ・エラーズと、イギリスを拠点とするジャズ・ロック・バンド、ブレインヴィルを共同で結成し、それぞれでいくつかのスタジオ・アルバムとライブ・アルバムをレコーディングした。また、アラン・デイヴィー、ブリジット・ウィシャート、カール・E・H・ジークフリート、サイモン・ハウスをメンバーとするスペース・ロックのスーパーグループであるスピリッツ・バーニングと一緒にレコーディングした。デヴィッド・アレンの最も実験的な仕事のいくつかは、ライブ・パフォーマンスと半ダース以上のCDリリースを含む、長きにわたるロサンゼルスのノイズ・バンド、ビッグ・シティ・オーケストラとの仕事であった。
この頃の他のプロジェクトには、インヴィジブル・オペラ・カンパニー・オブ・チベットとマジック・ブラザーズがある。

### 2000年代

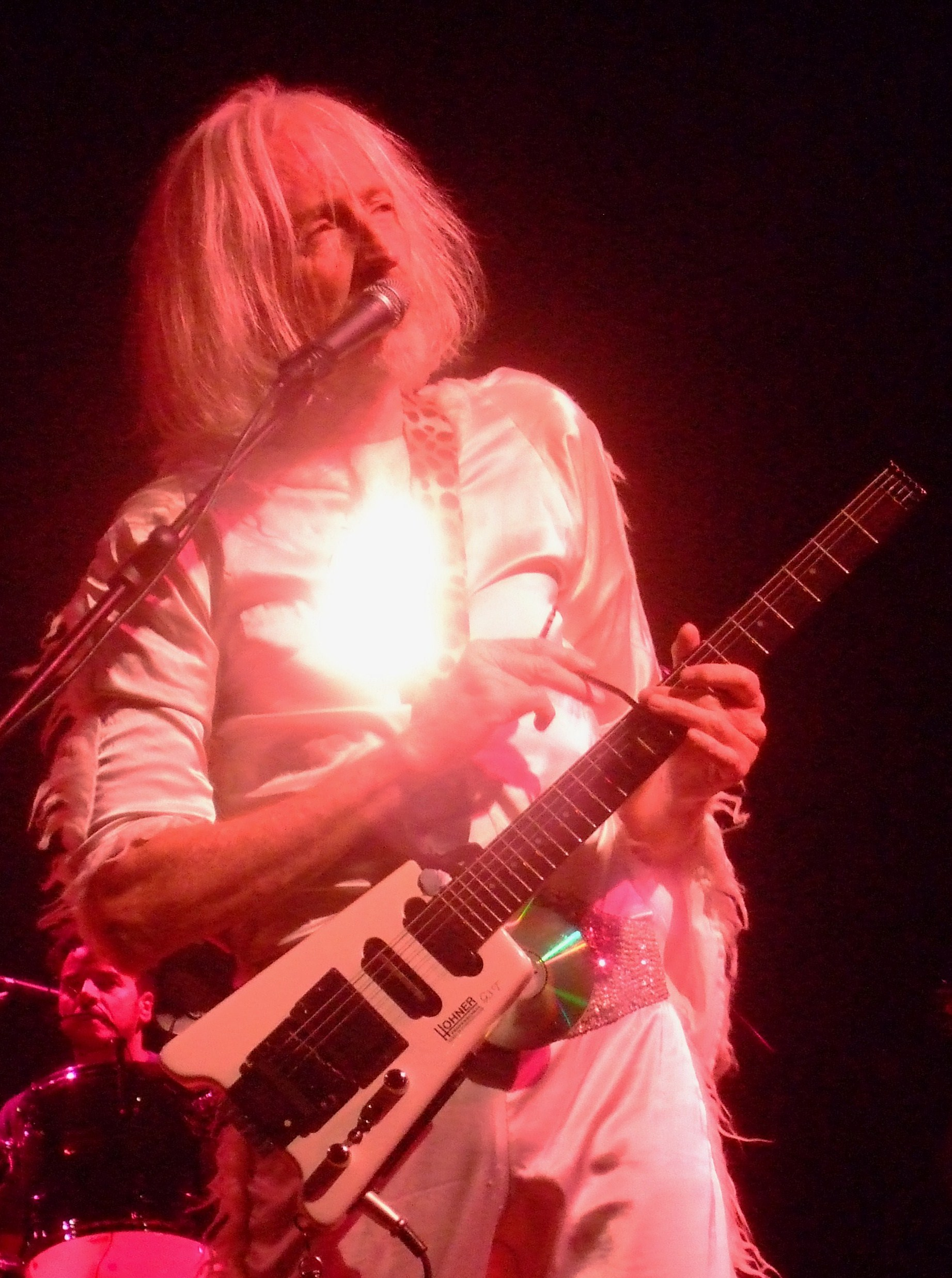
2009年、シチリア島ザッフェラーナでゴングと共演するアレン

彼の息子であるオーランドとアシッド・マザーズ・テンプルのメンバーとのプロジェクトは、アシッド・マザーズ・ゴングと2004年のアルバム『Acid Motherhood』、そしてグル・アンド・ゼロと題されたインプロヴィゼーションの打ち出しにつながった。
2006年11月、アムステルダムで「ゴング・ファミリー・アンコンヴェンション」が開催された。これには、「クラシック」な1970年代初頭のラインナップからの多くの元ゴング・メンバーによる再会が含まれていた。さらに2008年6月にロンドンでゴングのコンサートが開催され、アレン自身、ジリ・スマイス、スティーヴ・ヒレッジ、ミケット・ジローディ、マイク・ハウレットなど同ラインナップの多くが参加した。
2007年11月、アレンは、デヴィッド・アレン・アンド・ゴング・グローバル・ファミリー（ボーカル、ギターのアレン、ギター、メガフォン、パーカッションのジョシュ・ポロック、ドラム、パーカッションのフレッド・バーリ、ギターのファビオ・ゴルフェティ、ベースのガブリエル・コスタ、フルート、テナーサックスのマルセロ・リンゲル）と呼ばれるゴングの派生バンド、および彼の別バンドであるユニヴァーシティ・オブ・エラーズ（アレン、ポロック、マイケル・クレア、バーリ）で、ブラジルにおける一連のコンサートを開催した。コンサートは11月21日と22日にサンパウロで、11月24日にサンカルロスで開催された。マルセロを除いたこれらのミュージシャンは、サンパウロのスタジオ・モッシュでいくつかの新曲を録音した。その後、11月21日のサンパウロでのコンサートは、ヴォイスプリント・レコードからCDおよびDVD（イギリスのみ）としてリリースされた。
2009年のアルバム『2032』には、1999年以来、バンドのドラマーを務めるクリス・テイラー（ローチフォードやソウル・II・ソウルの活動で知られる）がフィーチャーされた。アレンの息子のオーランドが2012年からテイラーにその役割を代わった。
2013年、イギリスのデボンで開催された「Up Close with Daevid Allen」というタイトルのイベントにおいて、アレンはソロの楽曲と詩を演奏した。彼はまた、ステージでインヴィジブル・オペラ・カンパニー・オブ・チベット（UK）に参加し、ゴングの曲「Tried So Hard」を含む数曲を演奏した。そのライブ・レコーディングはバンドのシングルに収録され、アレンがボーカルを担当したスタジオ・バージョンも収められている。
息子のオーランドがプロデュースしたゴングとの彼の最後のスタジオ・アルバム『I See You』は、2014年11月にリリースされた。
同年、彼は2枚目となるカン・アム・デス・ピュイクのアルバム『Book of Intxixu』や、ベルギーのミュージシャンであるウィル・Z.の『New Start』、デイアのミュージシャンのためのトリビュート・アルバム、カン・アム・デス・ピュイクのシンガーであるカルメタ・マンシラとのデヴィッド・アレン最初の死後に出されたアルバムなどに取り組んだ。

### 病と死
2014年6月12日、アレンは首から嚢胞を取り除く手術を受けた。それは癌性であると診断され、その後、放射線療法を受けた。2015年2月5日に発表された声明の中で、アレンは、癌が首に戻り、肺にも広がったと述べ、「限りない外科手術には興味がない」と述べている。彼には「生きるために約6ヶ月が与えられた」。
2015年3月13日、彼の息子であるオーランド・マンデイ・アレンは、フェイスブックを通じて、デヴィッド・アレンが亡くなったことを発表した。プラネット・ゴングのウェブサイトは、アレンがオーストラリアで午後1時5分に「彼の少年たちに囲まれて」亡くなったと発表した。アレンには4人の息子がいて、2人はジリ・スマイス、2人は他の母親たちと一緒であった。
アレンの人生を振り返り、「デイリー・テレグラフ」紙はこのように書いた：
アレンはヒッピー・ロックの宮廷道化師であることを楽しみ、サイケデリック体験の超越的な力への熱意を失うことがありませんでした。彼はかつて次のように述べています。「私にとってのサイケデリアは、神々と直接的なつながりを持つ、その深遠な精神的体験のコードなのです」。彼が多くの彼の同時代人たちのように富と名声を決して成し得なかったことは、彼にとってどうでもよかったのです。

## ディスコグラフィ

### ソロ、リーダー作品
1960年代
- 1963年 : 『ライヴ1963』 - Live 1963 (with デヴィッド・アレン・トリオ 1993年リリース)
- 1967年 : "Love Makes Sweet Music" b/w "Feelin' Reelin' Squeelin'" (ソフト・マシーンのデビュー・シングル)
- 1967年 : 『ファースト・マシーン』 - Faces & Places, Vol. 7 AKA Jet-Propelled Photographs (ソフト・マシーンのデモ音源 1972年リリース)
- 1967年 : 『ターンズ・オン(1)』 - Turns On, Volume 1 (with ソフト・マシーン、アレンは4曲のデモ音源に参加 2001年リリース)

1970年代
- 1971年 : 『オブソリート』 - Obsolete ダシェル・エダヤ & ゴング
- 1971年 : 『バナナ・ムーン』 - Banana Moon
- 1973年 : Gong on Acid 73 (BMO Vol. 16、with ゴング 2006年リリース)
- 1976年 : 『グッド・モーニング』 - Good Morning (with Euterpe)
- 1977年 : 『ハピエスト・タイム』 - Now Is the Happiest Time of Your Life
- 1977年 : Studio Rehearsal Tapes 1977 (BMO Vol. 1、with Euterpe 2004年リリース)
- 1978年 : 『マザー』 - Mother (ジリ・スマイス： アレンはアルバム・プロデュースと数曲にゲスト参加)
- 1979年 : 『ニグジストゥ・パ!』 - N'existe pas!

1980年代
- 1980年 : 『プレイバックス80』 - Divided Alien Playbax (BMO Vol. 8-9、2004年リリース)
- 1980年 : 『ディヴァイデッド・エイリアン・クロックワーク・バンド』 - Divided Alien Clockwork Band (Blueprint、1997年リリース)
- 1981年 : Self Initiation (BMO Vol. 3 2004年リリース)
- 1982年 : Don't Stop (EX- with デヴィッド・トーリー) ※EP
- 1984年 : Radio Art 1984 (BMO Vol. 14 2006年リリース)
- 1988年 : Live Spring '88: The Return
- 1989年 : The Owl and the Tree (with マザー・ゴング)

1990年代
- 1990年 : 『ストローキング・ザ・テイル・オブ・ザ・バード』 - Stroking the Tail of the Bird (with ジリ・スマイス、ハリー・ウィリアムソン)
- 1990年 : Australia Aquaria
- 1990年 : Seven Drones
- 1990年 : The Australian Years
- 1990年 : Melbourne Studio Tapes (BMO Vol. 10 with インヴィジブル・オペラ・カンパニー・オブ・オズ)
- 1992年 : Who's Afraid? (with クレイマー)
- 1992年 : Live at the Witchwood 1991 (with マジック・ブラザーズ)
- 1992年 : Je ne Fum' pas des Bananes (初期のデヴィッド・アレン、バナナムーン・バンド、ゴングの未発表音源)
- 1993年 : 12 Selves (with リズ・ヴァン・ドート)
- 1995年 : Hit Men (with クレイマー)
- 1995年 : 『ドリーミン・ア・ドリーム』 - Dreamin' a Dream
- 1995年 : Bards of Byron Bay (BMO Vol. 4、with ラッセル・ヒッブス)
- 1998年 : 『イート・ミー・ベイビー、アイム・ア・ジェリー・ビーン』 - Eat Me Baby I'm a Jellybean
- 1998年 : 『22ミーニングス』 - 22 Meanings (with ハリー・ウィリアムソン)
- 1998年 : Live in Glastonbury Town (BMO Vol. 11、with マジック・ブラザーズ)
- 1998年 : Solo @ The Axiom, Cheltenham '98 (BMO Vol. 15)
- 1999年 : Live in the UK (BMO Vol. 2、with ブレインヴィル)
- 1999年 : 『チルドレンズ・クルセイド』 - The Children's Crusade (with ブレインヴィル)
- 1999年 : Money Doesn't Make It (with ユニヴァーシティ・オブ・エラーズ)

2000年代
- 2001年 : Sacred Geometry (with マイクロ・コズミック)
- 2001年 : e²x10=Tenure (with ユニヴァーシティ・オブ・エラーズ)
- 2001年 : Nectans Glen (with ラッセル・ヒッブス)
- 2002年 : Beauty the Basket Case (BMO Vol. 17、グル・アンド・ゼロ名義)
- 2002年 : One Who Whispers (with Cipher)
- 2002年 : Ugly Music For Monica (with ユニヴァーシティ・オブ・エラーズ)
- 2004年 : Jet-Propelled Photographs (初期ソフト・マシーン楽曲のリメイク、with ユニヴァーシティ・オブ・エラーズ)
- 2004年 : Live in Chicago (with ユニヴァーシティ・オブ・エラーズ)
- 2004年 : Makoto Mango (グル・アンド・ゼロ名義)
- 2004年 : Live @ the Knit NYC (BMO Vol. 6、with Nicoletta Stephanz)
- 2004年 : The Mystery Disque (BMO Vol. 7、with das)
- 2004年 : Altered States of Alien KWISP (BMO Vol. 13, with Altered Walter Funk)
- 2004年 : Gentle Genie (1985年-1999年のコンピレーション)
- 2005年 : Sacred Geometry II (with マイクロ・コズミック)
- 2005年 : 『アイ・アム・ユア・エッグ』 - I Am Your Egg (with ジリ・スマイス、オーランド・アレン)[13][14]
- 2005年 : DJDDAY (with Weird Biscuit Teatime)
- 2006年 : Live at The Fleece, Bristol, England, 6th June 2003 (with ユニヴァーシティ・オブ・エラーズ)
- 2006年 : Glissando Grooves (BMO Vol. 12、SFO Soundtribe 3、with ドン・ファルコン)
- 2008年 : Trial by Headline (with ブレインヴィル 3)

2010年代
- 2012年 : Soundbites 4 Tha Revelation (詠詩)
- 2012年 : Live at the Roundhouse 1971 (with ジリ・スマイス、ソフト・マシーン)
- 2012年 : Live in San Francisco (with マジック・ブラザーズ)
- 2013年 : Tried So Hard (with インヴィジブル・オペラ・カンパニー・オブ・チベット（UK）)
- 2014年 : Stoned Innocent Frankenstein (『バナナ・ムーン』の別ミックス & アウトテイク)
- 2015年 : Elevenses (デヴィッド・アレン・ワイアード・カルテット名義)
- 2017年 : "The Roadmap in Your Heart" b/w "Another Roadmap in Your Head" and "An Ambient Heat" (7インチ・シングル、by Spirits Burning & Daevid Allen)

## フィルモグラフィ
- 『カンタベリー・テイルズ ロマンティック・ウォーリアーズIII』 - Romantic Warriors III: Canterbury Tales (2015年) ※DVD

## 書誌
- 1994年 : Allen, Daevid, Gong Dreaming 1 (limited edition), GAS Publishing, No ISBN
- 2007年 : Allen, Daevid, Gong Dreaming 1 (2nd edition), SAF Publishing, ISBN 978-0-946719-82-2
- 2009年 : Allen, Daevid, Gong Dreaming 2, SAF Publishing, ISBN 978-0-946719-56-3